# 刈安山
刈安山（かりやすやま）は、福井県あわら市と石川県加賀市とにまたがる山塊である。

## 概要
標高500〜600mの加越台地東端の低山地であり、山中温泉への林道も整備され森林公園としての整備が進められている。
風谷峠を境に水坪山（630m）、剱ヶ岳（567m）と稜線が続く。
福井県あわら市に属する山頂部には白山比咩神社の分社があり、展望台、自然公園、キャンプ場、公衆トイレ等が整備されている。

## 自然
植林が進み杉林が全体を占めていたが、伐採後自然保護団体等の手で植生が回復している。
クリ、コナラ、ミズナラ、ブナのと多彩であり、尾根筋にはアカマツが分布している。

## 写真

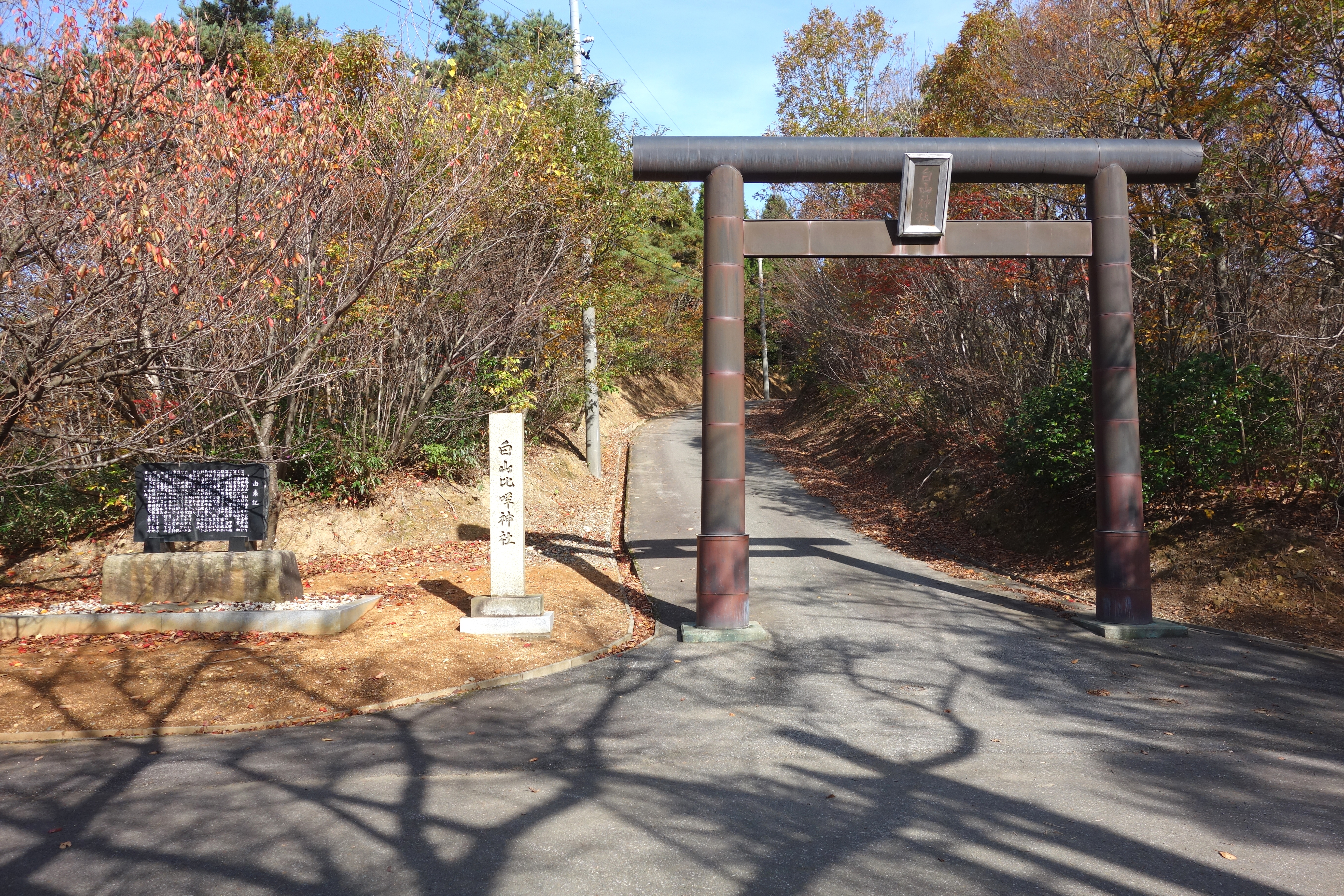
白山比咩神社分社への参道入口
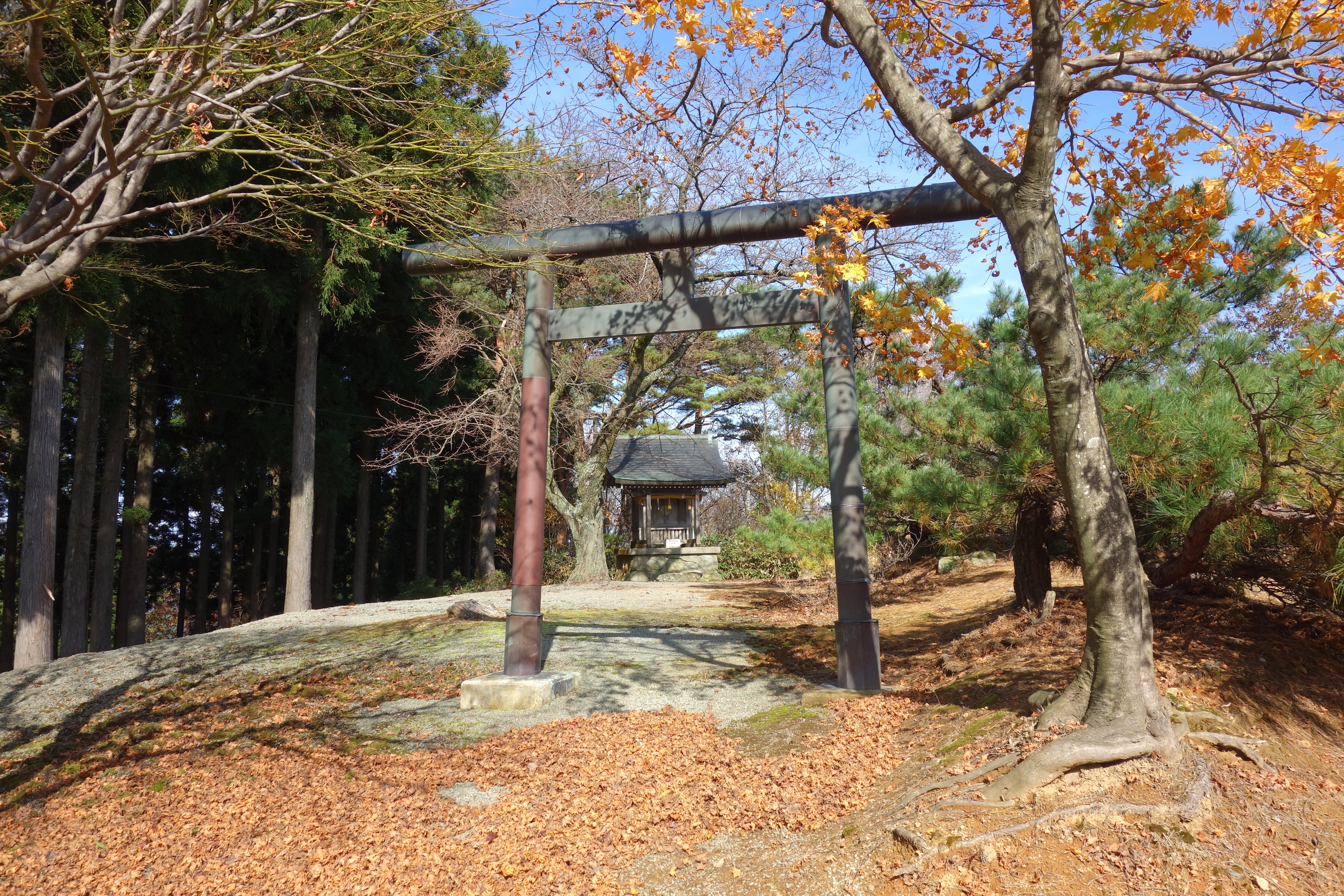
白山比咩神社分社
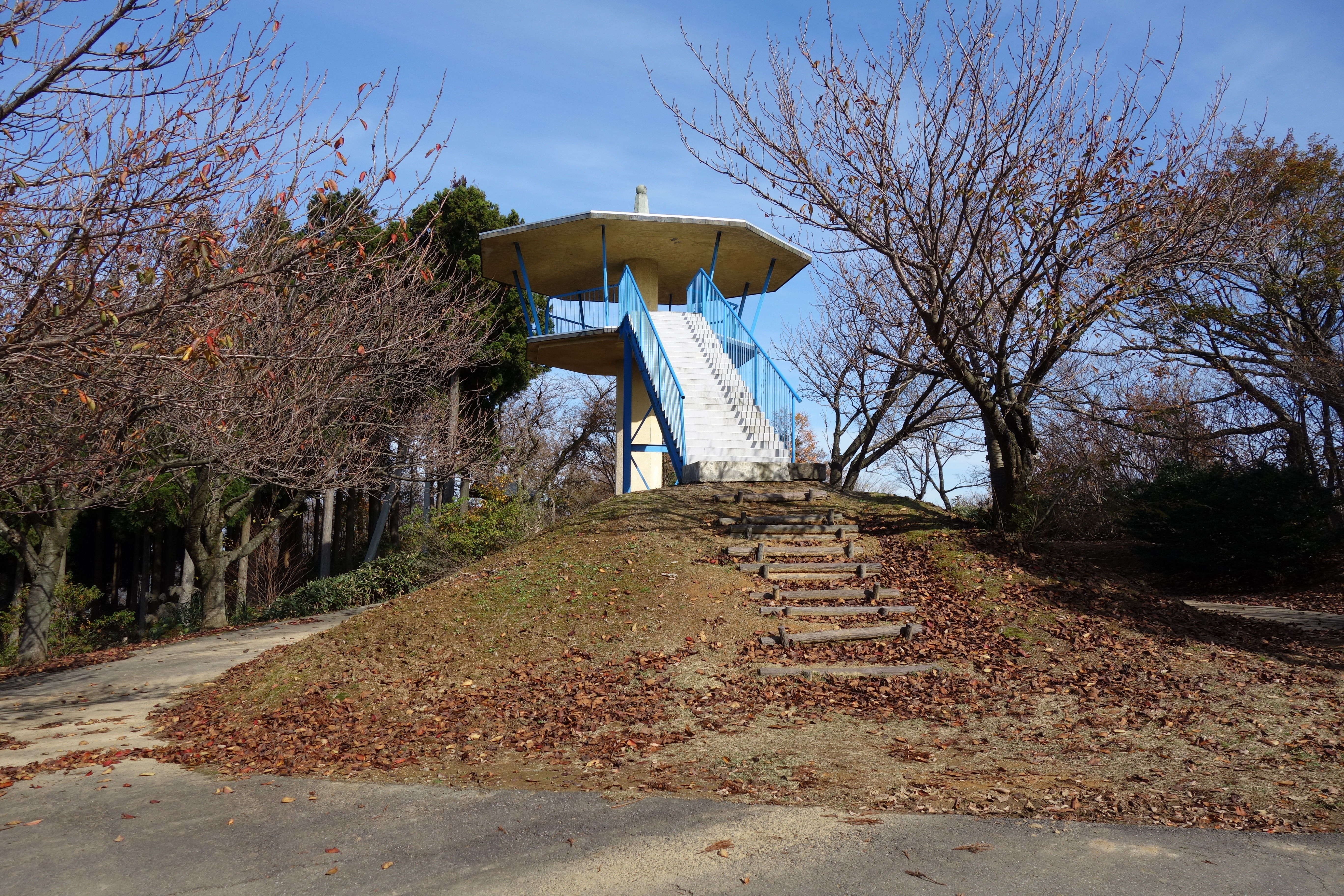
山頂の展望台
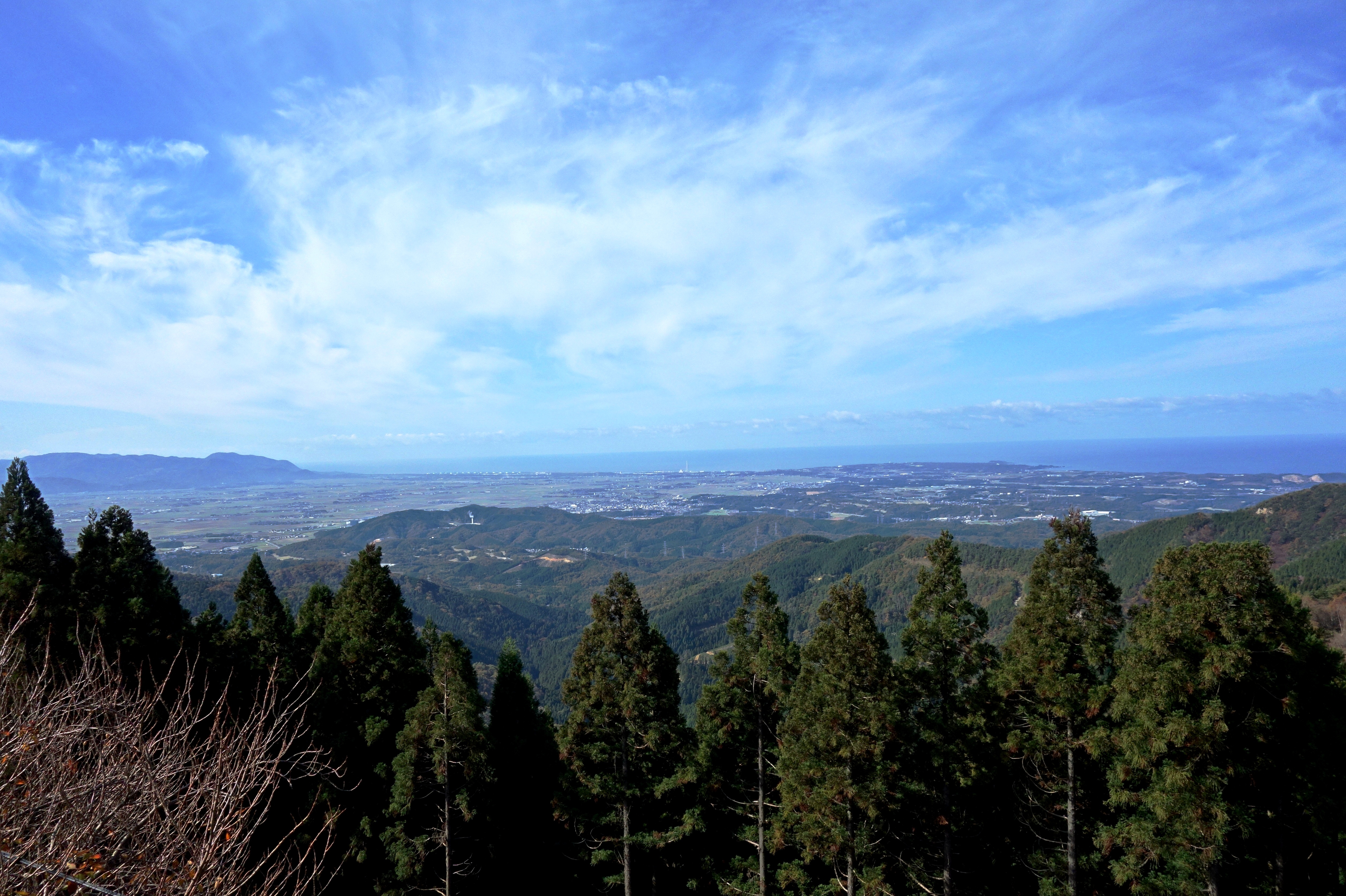
展望台からの西側の眺め
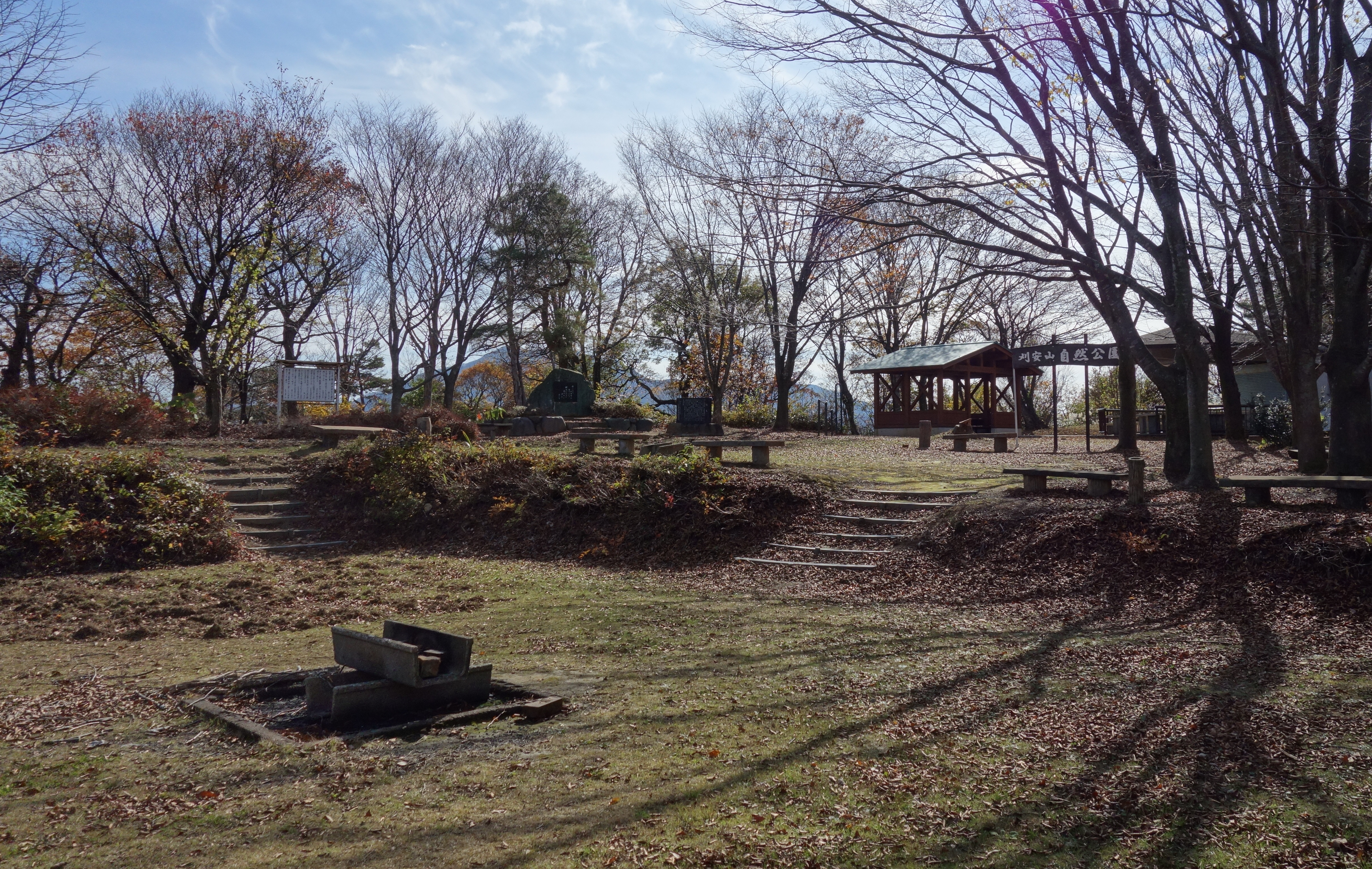
刈安山自然公園